# Saint-Cyr-les-Vignes
Saint-Cyr-les-Vignes este o comună în departamentul Loire din sud-estul Franței. În 2009 avea o populație de 930 de locuitori.

## Evoluția populației
| An        | 1975 | 1982 | 1990 | 1999 | 2006 | 2009 |
| --------- | ---- | ---- | ---- | ---- | ---- | ---- |
| Populație | 552  | 553  | 643  | 789  | 917  | 930  |